# Strandartindur
Strandartindur är en bergstopp i republiken Island. Den ligger i regionen Austurland, 400 km öster om huvudstaden Reykjavík. Toppen på Strandartindur är 1 010 meter över havet, eller 125 meter över den omgivande terrängen. Bredden vid basen är 1,6 km.
Trakten runt Strandartindur är nära nog obefolkad, med mindre än två invånare per kvadratkilometer. Seydisfjörðurs hamn ligger nära Strandartindur. Närmaste större samhälle är Neskaupstaður, omkring 18 kilometer sydost om Strandartindur. Trakten runt Strandartindur består i huvudsak av gräsmarker.